# Wateni
Wateni is een gemeente (commune) in de regio Sikasso in Mali. De gemeente telt 6200 inwoners (2009).
De gemeente bestaat uit de volgende plaatsen:
- Bougoulaba
- Chokoro
- Diègui
- Fougani
- M'Pankourou
- Miambougou
- N'Golonomo
- N'Tjilla (hoofdplaats)
- Sibirila
- Tiola
- Wana